# Euchalcia italica
Euchalcia italica är en fjärilsart som beskrevs av Otto Staudinger 1882. Euchalcia italica ingår i släktet Euchalcia och familjen nattflyn. Inga underarter finns listade i Catalogue of Life.